# Stanisław Kochowicz
 (octobre 2012).
Si vous disposez d'ouvrages ou d'articles de référence ou si vous connaissez des sites web de qualité traitant du thème abordé ici, merci de compléter l'article en donnant les références utiles à sa vérifiabilité et en les liant à la section « Notes et références ».
Stanisław Kochowicz, né le 11 avril 1873 à Krzywiń près de Kościan en Pologne et mort le 2 octobre 1948  à Gostyń près de Leszno en voïvodie de Grande-Pologne (Pologne), est un militant pour l’indépendance de la Pologne, homme politique, militant social et culturel.

## Biographie
La famille du jeune Stanisław Kochowicz émigre de Krzywiń à Bruckhausen en Rhénanie-du-Nord-Westphalie. Elle y ouvre une papeterie proposant aussi des articles de musique et des images de l'histoire polonaise.
En Rhénanie du Nord-Westphalie, Stanisław Kochowicz organise une section des Faucons, société de gymnastique regroupant des jeunes d'origine polonaise sous la devise mens sana in corpore sano. Kochowicz est alors président du 7e district. À partir de 1910, il est aussi le deuxième vice-président du département des Faucons polonais dans l’État allemand. De retour à Gostyń, en Pologne indépendante en 1920, il deviendra également président de la section locale des Faucons.
Il organise aussi des conventions aux Pays-Bas, car de telles manifestations sont interdites en Allemagne, au cours desquelles il appelle à la lutte pour une Pologne libre.
Le 24 mai 1909, à Poznań, en collaboration avec Wojciech Korfanty, il crée une société démocratique polonaise.
Il se bat devant les tribunaux prussiens pour la reconnaissance du nom slave de son second fils Radomir, qui pendant deux ans sera "l'enfant sans nom" ( Kind ohne Vorname ). Il remporte finalement ces procès, en déclarant devant la Cour suprême de la Prusse à Berlin que "si un homme est né dans une porcherie, il n'a pas à être appelé un cochon".

## Retour en Pologne
Il retourne à Gostyń en 1920, après avoir tenté de s'installer à Poznań. Élu président de diverses organisations, telles que les Faucons locaux, il milite au BBWR (Bezpartyjny Blok Współpracy z Rządem Józefa Piłsudskiego) mouvement soutenant Jozef Pilsudski.

## Le pays asservi
Il est déporté avec sa famille en 1939 par les allemands dans le Gouvernement général (Cracovie). Il revient à Gostyń en 1945. 
Stanislas Kochowicz est reconnu en Pologne pour son travail social et son dévouement à la cause de la liberté polonaise.